# JCE Movies Limited
JCE Movies Limited (成龍英皇影業有限公司), de son nom complet Jackie Chan Emperor Movies Limited, parfois appelée JCE Entertainment, est une société de production et de distribution de cinéma hongkongaise fondée en 2004 en tant que division d'Emperor Motion Picture Group, faisant partie d'Emperor Group (en) (EMG).
Fondée par l'acteur Jackie Chan et le directeur d'EMG, Albert Yeung, elle a pour but initial de produire tous les films hongkongais de Jackie Chan, mais a également produit d'autres films d'Asie orientale, principalement des films hongkongais.

## Histoire
Jackie Chan commence sa carrière cinématographique en 1976 en jouant dans des films du réalisateur et producteur Lo Wei. Tous ces films sont distribués par la Lo Wei Motion Picture Company, une filiale de la Golden Harvest. Après un succès limité, Chan est prêté à Seasonal Film en 1978 pour 2 films. Travaillant avec le réalisateur Yuen Woo-ping et le producteur Ng See-yuen, Chan connaît ses premiers vrais succès dans l'industrie avec Le Chinois se déchaîne et Le Maître chinois.
Chan fait quelques autres films avec Lo Wei, mais ensemble, ils sont incapables de reproduire le succès des films de Seasonal Film. Quand le producteur et ami de Jackie, Willie Chan quitte la compagnie en 1979, Jackie le suit et casse son contrat avec Lo Wei pour rejoindre la Golden Harvest. Jackie Chan reste ainsi avec la Golden Harvest pendant près de 20 ans, distribuant tous ses films hongkongais via le studio, en commençant par La Danse du lion en 1980 et se terminant avec Qui suis-je ? en 1998. Ses deux films hongkongais suivants, Jackie Chan à Hong Kong et Espion amateur, sont produits ailleurs, mais toujours distribués à Hong Kong par la Golden Harvest. En 2003, Chan fait une apparition dans The Twins Effect, film produit et distribué par Emperor Multimedia Group (EMG). Son film suivant, Le Médaillon, est également produit en association avec l'entreprise.
En 2004, il s'associe avec Albert Yeung d'EMG pour fonder sa propre société cinématographique, JCE Movies Limited, dont il est président. À ce jour, JCE Movies Limited a produit 10 films, dont 5 de Chan. Shinjuku Incident de 2009 est également produit par la société, tout comme plusieurs films ultérieurs de Chan.

## Films produits
- Enter the Phoenix (2004)
- New Police Story (2004)
- House of Fury (2005)
- The Myth (2005)
- Rice Rhapsody (2005)
- Everlasting Regret (aussi appelé Song of Everlasting Regrets) (2005)
- L'Expert de Hong Kong (2006)
- Run Papa Run (en) (2008)
- Shinjuku Incident (2009)
- Little Big Soldier (2010)[3],[4]
- 1911 (2011)
- Chinese Zodiac (2012)
- La compagnie a aussi distribué le jeu vidéo de Sega Shenmue Online à Hong Kong.